# Ancylometes riparius
Ancylometes riparius är en spindelart som beskrevs av Hubert Höfer och Antonio D. Brescovit 2000. Ancylometes riparius ingår i släktet Ancylometes och familjen Ctenidae. Inga underarter finns listade i Catalogue of Life.